# Isrotel Tower
Isrotel Tower (івр. מגדל ישרוטל) — готель, розташований на узбережжі Тель-Авіва, Ізраїль.
Вежа має 108 метрів заввишки, 29 поверхів і знаходиться під управлінням ізраїльської готельної групи Isrotel. Вежу спроєктувала компанія Gvirtzman Architects, будівництво якої було завершено у 1966 році, а основне ядро — у 1980-х роках. Діаметр споруди становить 29 метрів, вежа побудована на місці театру Ган Ріна. Готель складається з 90 апартаментів, а на верхніх поверхах розміщено 62 квартири. Вежа побудована на вузькому постаменті.
Сім'я Накаш придбала вежу за 150 мільйонів доларів США у квітні 2013 року.